# Bernard Giluk Dompok
Yang Berhormat Tan Sri Bernard Giluk Dompok, PSM, SPDK, PGDK, JP (* 7. Oktober 1949 in Penampang, Britisch-Nordborneo) ist ein malaysischer Politiker und war der 11. Ministerpräsident des Bundesstaats Sabah. Er folgte 1998 Yong Teck Lee nach und wurde 1999 von Osu Sukam abgelöst. Dompok ist Vorsitzender der Partei United Pasokmomogun Kadazandusun Murut Organisation (UPKO), die zur regierenden Koalitionspartei Barisan Nasional gehört. Er war von 2009 bis 2013 Minister für Plantagen- und Rohstoffindustrie im malaysischen Kabinett.

## Leben
Dompok wurde am 7. Oktober 1949 in Penampang im damaligen Britisch-Nordborneo geboren und besuchte dort zunächst die Grundschule SM St. Michael; später ging er nach Kota Kinabalu an die La Salle Secondary School. Seinen Bachelor of Science in FISM erlangte er 1978 an der West Ham Technical Institute, der heutigen University of East London.
Er ist mit Puan Sri Diana Alip Dompok verheiratet, mit der er fünf Kinder hat. Seine Freizeit verbringt er gerne mit Golf und Lesen.

## Berufsleben
Sein Berufsleben begann er 1978 als Taxator im Sabah Lands & Surveys Department. Er kehrte der öffentlichen Verwaltung dann aber zunächst den Rücken zu und arbeitete fünf Jahre lang, von 1980 bis 1985, als selbständiger Taxator. Außerdem war er in verschiedenen Organisationen tätig, unter anderem als Mitglied des National Finance Committee. Er war daneben Mitglied der Vereinigung International Parliamentarian Against Genocide in Bosnia Herzegovina, ehemaliger Vorsitzender der Jaycees Penampang und ehemaliger Präsident des Sabah Economy & Development Native Institute (Institut Kemajuan Ekonomi Anak Negeri Sabah).

## Politische Karriere
Seinen Einstieg in eine politische Karriere begann er 1986 mit der Teilnahme an den landesweiten Wahlen, bei denen er für den Wahlkreis Moyog in die gesetzgebende Versammlung von Sabah und für den Wahlbezirk Penampang ins malaysische Parlament einzog. Er wurde zum Finanzminister von Sabah ernannt, ein Posten, den er bis 1990 innehatte.
1990 konnte er seine beiden Mandate verteidigen und wurde zum Stellvertretenden Ministerpräsidenten von Sabah ernannt. In der Regierung Sabahs hielt er daneben von 1990 bis 1993 den Posten des Ministers für Landwirtschaft und Fischerei und von 1993 bis 1994 den des Finanzministers inne.
Seit 1994 ist Dompuk Vorsitzender der Partei United Pasokmomogun Kadazandusun Murut Organisation (UPKO). Im gleichen Jahr wurde Minister im Prime Minister’s Department von Premierminister Mahatir, blieb dort allerdings nur bis 1995.
Von 1995 bis 1998 wurde er Minister für Tourismus und Umwelt in der Landesregierung von Sabah.
Durch das damals angewandte Rotationsprinzip übernahm Dompok im Jahr 1998 das Amt des Ministerpräsidenten von Sabah von Yong Teck Lee. 1999 musste er seinen Platz für Osu Sukam räumen.
Dompok entschloss sich, bei den 11. landesweiten Wahlen im Jahr 1999 nicht mehr für den Wahlbezirk Penampang, sondern für den Wahlbezirk Kinabalu anzutreten. Wiederum zog er ins malaysische Parlament ein.
Bei den 12. landesweiten Wahlen im Jahr 2004 kandidierte er für den Parlamentssitz im Wahlbezirk Ranau, den er mit einer Vorsprung von 1387 Stimmen gewann. Er erhielt insgesamt 7547 Wählerstimmen gegenüber seinen Rivalen Ruhimin Adzim@ Ruhimin Ajim (6160 Stimmen, unabhängiger Kandidat), Karim Adam (3310 Stimmen, unabhängiger Kandidat) und Japairil Suhaimin (1609, Unabhängiger Kandidat). Bei den darauffolgenden Wahlen im Jahr 2008 trat er erneut für den Wahlbezirk seiner Heimatstadt Penampang an und zog wiederum für die Koalitionsregierung Barisan Nasional ins Parlament ein.
Von 1999 bis 2009 war er Minister im Prime Minister’s Department von Premierminister Abdullah Ahmad Badawi.
Vom 10. April 2009 bis zum Ende der Legislaturperiode 2013 war er Minister für Plantagen- und Rohstoffindustrie (Minister of Plantation Industries and Commodities) in der malaysischen Regierung.

## Auszeichnungen
1995 wurde Dompok der 1. Grad des Illustrious Order of Kinabalu verliehen. Der Erste Grad ist das Große Ritterkreuz (Knight Grand Cross of the Order of Kinabalu). Dompok stand damit die Anrede Datuk Seri Panglima zu und die Abkürzung SPDK hinter seinem Namen. 1997 wurde ihm der Orden Panglima Setia Mahkota verliehen, was mit dem Recht auf die Anrede Tan Sri einhergeht. Dompok ist außerdem ein ernannter Friedensrichter von Sabah (Justice of Peace, Abkürzung JP im Namen).

## Kontroversen
Im Juni 2008 stellte sich Dompok öffentlich gegen den Bau der 500 Kilometer langen Sabah-Sarawak Gaspipeline. Stattdessen favorisierte er als Alternative die Verwendung des Erdgases in Sabah und die Verwirklichung von Industrieprojekten zur Herstellung von Harnstoff und Kunststoffen. Premierminister Abdullah hatte zuvor am 31. Mai 2008 erklärt, dass die Pipelinepläne zugunsten eines Gasturbinenkraftwerks aufgegeben werden sollen, war jedoch nach Intervention von Petronas eingeknickt und favorisierte die Verwirklichung beider Projekte. Im Oktober 2008 verkündete Dompok, dass er möglicherweise mit seiner Partei UPKO die Koalitionsregierung Barisan Nasional verlassen werde, wenn das Pipelineprojekt nicht auf Eis gelegt werde; diese Ankündigung relativierte er allerdings kurze Zeit später.